# Drillbit Taylor
Drillbit Taylor är en amerikansk långfilm från 2008 i regi av Steven Brill med Owen Wilson i huvudrollen. Filmen baserades på en originalidé av John Hughes. Detta blev den sista filmen som John Hughes medverkade till innan han dog 6 augusti 2009.

## Handling
Tre unga highschool-elever behöver hjälp mot ett gäng mobbare. De hittar den enda livvakten de har råd med; Drillbit Taylor. Drillbit utger sig för att vara kampsportsexpert och legosoldat.

## Rollista
| Owen Wilson   | – Drillbit Taylor        |
| Nate Hartley  | – Wade                   |
| Troy Gentile  | – Ryan                   |
| David Dorfman | – Emmit Oosterhaus       |
| Alex Frost    | – Terry Filkins          |
| Josh Peck     | – Ronnie Lampanelli      |
| Leslie Mann   | – Lisa Zachey            |
| Danny McBride | – Don Armstrong          |
| Stephen Root  | – Rektor Neville Doppler |